# Uwe Römer
Uwe Römer (Francoforte sull'Oder, 4 aprile 1969) è un ex schermidore tedesco, vincitore di una medaglia d'oro, una d'argento ed una di bronzo ai campionati mondiali di scherma.

## Palmarès
In carriera ha conseguito i seguenti risultati:
- Mondiali di scherma

Essen 1993: oro nel fioretto a squadre e bronzo individuale.
Atene 1994: argento nel fioretto a squadre.
- Europei di scherma

Linz 1993: argento nel fioretto individuale.
Cracovia 1994: argento nel fioretto individuale.
Keszthely 1995: bronzo nel fioretto individuale.
Limoges 1996: argento nel fioretto individuale.
Plovdiv 1998: oro nel fioretto a squadre.